# Армійська група «Лох»
Армі́йська гру́па «Лох» (нім. Armeegruppe Loch) — оперативне об'єднання Вермахту, армійська група в роки Другої світової війни.

## Історія
Армійська група «Лох» була створена 31 жовтня 1943 на основі 28-го армійського корпусу (XXVIII Armeekorps).

## Райони бойових дій
- Східний фронт (північний напрямок) (31 жовтня — 4 грудня 1943)

## Командування

### Командувачі
- генерал артилерії Герберт Лох (нім. Herbert Loch) (31 жовтня — 4 грудня 1943)

## Бойовий склад армійської групи «Лох»
- 1-й армійський корпус (I. Armeekorps);
- 43-й армійський корпус (XXXXIII. Armeekorps);
- 32-га піхотна дивізія (32. Infanterie-Division);
- Частини:
  - 58-ї піхотної дивізії (58. Infanterie-Division);
  - 69-ї піхотної дивізії (69. Infanterie-Division);
  - 122-ї піхотної дивізії (122. Infanterie-Division);
  - 132-ї піхотної дивізії (132. Infanterie-Division);
  - 281-ї дивізії охорони (281. Sicherungs-Division).